# Ординатор (телесеріал)
Ординатор (англ. The Resident) — телесеріал в жанрі медичної драми, створений Емі Голден Джонс. Показ розпочався 21 січня 2018 року на каналі Fox. Дія відбувається у вигаданій лікарні Chastain Park Memorial Hospital. Після успішного старту канал підписав дозвіл на створення 14 серій першого сезону, а в травні 2018 було оголошено про продовження серіалу на другий сезон, прем'єра якого відбулася 24 вересня 2018 року. В березні 2019 Fox продовжив серіал на третій сезон, прем'єра якого відбулася 24 вересня 2019 року.

## Синопсис
Молодий ідеаліст, випускник престижних університетів США, Девон Правеш потрапляє на роботу в шпиталь Честейн-Парк, де його куратором стає молодий, але високопрофесійний терапевт Конрад Хоукінз. Під його цинічним і безжальним наставництвом Девон відкриває для себе те, що не розкажуть на жодному курсі жодного університету: щастя від успішно врятованого життя пацієнта і одночасно - всі недоліки системи, якою керують безжальні і меркантильні бюрократи та ділки на зразок головного хірурга Рендольфа Белла та його колишньої дружини Лейн Гантер. 

## Актори
- Метт Зукрі — Конрад Говкінз
- Брюс Грінвуд — Рендольф Белл
- Меліна Канакаредес - Лейн Гантер
- Емілі Ван Кемп - Ніколет «Нік» Невін
- Маніш Даял - Девон Правеш
- Шонет Рене Вілсон - Міна Окафор
- Моран Атіас - Рената Моралі
- Меррін Дангі - Клер Торп
- Вайолет Бін - Лілі Кендел
- Малкольм-Джамал Ворнер - ЕйДжей "Хижак" Остін